# Râul Ghizdita
Râul Ghizdita este un curs de apă, afluent al râului Câlnău. 